# مؤتمر نظم معالجة المعلومات العصبية
مؤتمر ورشة عمل حول نظم معالجة المعلومات العصبية (مختصر النحو NeurIPS وسابقا NIPS) هو التعلم الآلي وعلم الأعصاب الحاسوبية المؤتمر الذي يعقد كل شهر ديسمبر/ كانون الأول. المؤتمر حاليًا عبارة عن اجتماع مزدوج المسار (مسار واحد حتى عام 2015) يتضمن محادثات لشخصيات مدعوة بالإضافة إلى عروض شفهية وملصقات للأوراق المُحكمة، تليها ورش عمل ذات مسار متوازي عقدت حتى عام 2013 في منتجعات التزلج.

## تاريخ المؤتمر
تم اقتراح اجتماع NeurIPS لأول مرة في عام 1986 باعتباره NIPS في اجتماع سبو بيرد السنوي المخصص للمدعوين فقط حول الشبكات العصبية للحوسبة الذي نظمه معهد كاليفورنيا للتكنولوجيا ومختبرات بيل. تم تصميم NIPS كاجتماع تكميلي مفتوح متعدد التخصصات للباحثين الذين يستكشفون الشبكات العصبية البيولوجية والاصطناعية. يعكس هذا النهج متعدد التخصصات، بدأ NIPS في عام 1987 مع منظر المعلومات إد بوسنر كرئيس للمؤتمر ومنظر التعلم ياسر أبو مصطفى كرئيس للبرنامج. تضمنت الأبحاث المقدمة في اجتماعات NIPS المبكرة مجموعة واسعة من الموضوعات من الجهود المبذولة لحل المشكلات الهندسية البحتة إلى استخدام نماذج الحاسوب كأداة لفهم الأنظمة العصبية البيولوجية. منذ ذلك الحين، تباينت تيارات أبحاث الأنظمة البيولوجية والاصطناعية، وسيطرت أوراق بحثية حول التعلم الآلي والذكاء الاصطناعي والإحصاءات على إجراءات NeurIPS الأخيرة.
تم رعاية المؤتمر الأول من قبل معهد مهندسي الكهرباء والإلكترونيات. تم تنظيم المؤتمر التالي بواسطة مؤسسة NeurIPS، التي أنشأها Ed Posner . Terrence Sejnowski هو رئيس مؤسسة NeurIPS منذ وفاة بوسنر في عام 1993. يتكون مجلس الأمناء من الرؤساء العامين السابقين لمؤتمر NeurIPS.
تم نشر الإجراءات الأولى في شكل كتاب من قبل المعهد الأمريكي للفيزياء في عام 1987، وكان يحمل عنوان أنظمة معالجة المعلومات العصبية،  ثم تم نشر وقائع المؤتمرات التالي بواسطة Morgan Kaufmann (1988-1993)، مطبعة MIT (1994-2004) و Curran Associates (2005 إلى الوقت الحاضر) تحت اسم Advances in Neural Information Processing Systems . تم اختصار المؤتمر في الأصل باسم "NIPS". بحلول عام 2018، انتقد عدد قليل من المعلقين الاختصار باعتباره يشجع على التمييز على أساس الجنس بسبب ارتباطه بكلمة حلمات، وباعتباره افتراءً لليابانيين. قام المجلس بتغيير الاختصار إلى "NeurIPS" في نوفمبر 2018.
من عام 1987 حتى عام 2000 عقدت NIPS في مدينة دنفرفي الولايات المتحدة. منذ ذلك الحين، عُقد المؤتمر في فانكوفر، كندا (2001-2010)، غرناطة، إسبانيا (2011)، وبحيرة تاهو، الولايات المتحدة (2012-2013). عُقد المؤتمر في عامي 2014 و 2015 في مونتريال بكندا وبرشلونة بإسبانيا عام 2016 وفي لونج بيتش بالولايات المتحدة عام 2017 وفي مونتريال بكندا عام 2018 وفانكوفر بكندا عام 2019. يعكس الاجتماع أصوله في Snowbird، يوتا، وكان مصحوبًا بورشات عمل تم تنظيمها في منتجع تزلج قريب حتى عام 2013، عندما تفوق على منتجعات التزلج على الجليد.

## المواضيع

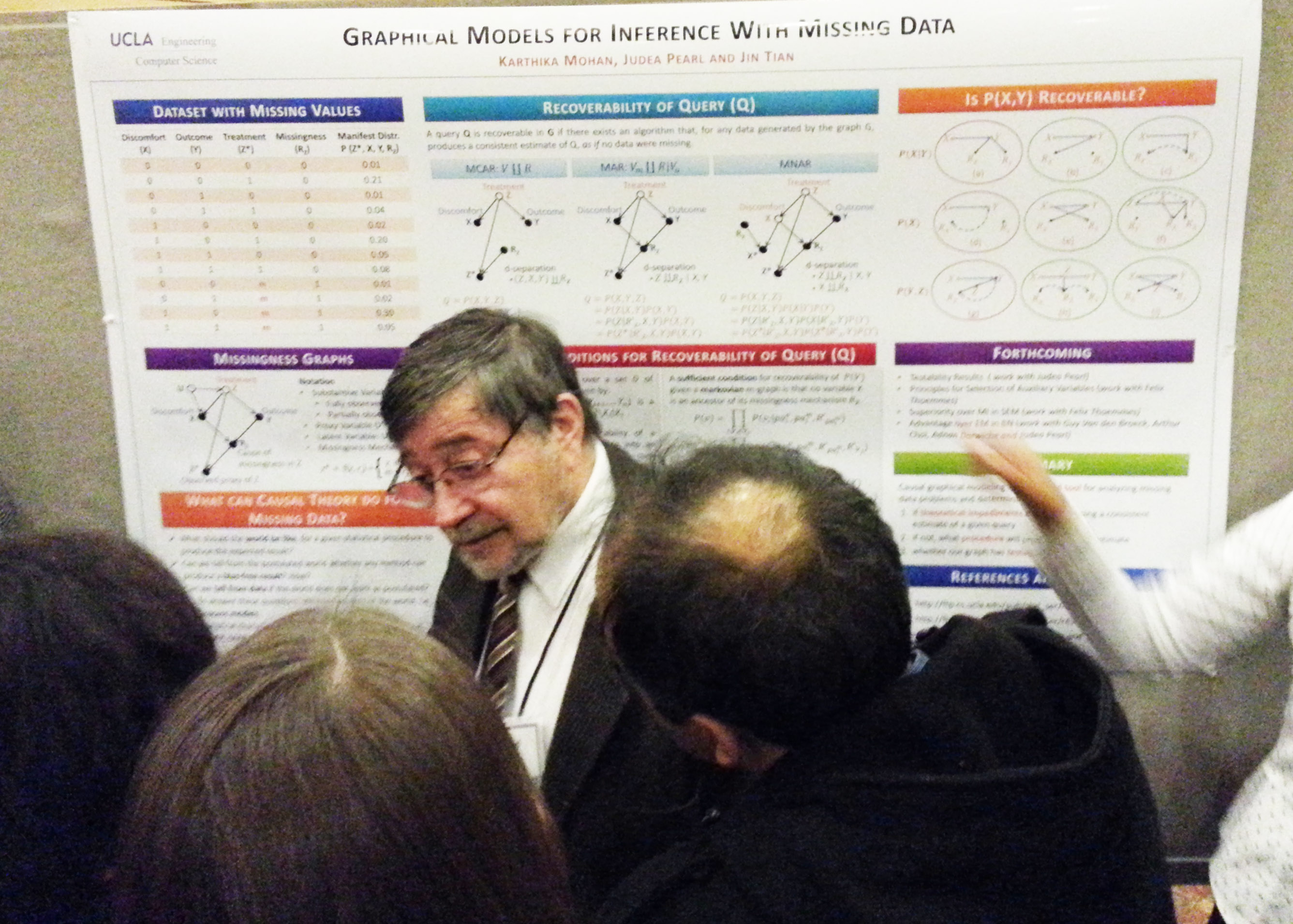
يهودا بيرل في ملصقه في مؤتمر 2013 حول أنظمة معالجة المعلومات العصبية.

إلى جانب التعلم الآلي وعلم الأعصاب، تشمل المجالات الأخرى الممثلة في NeurIPS العلوم المعرفية وعلم النفس ورؤية الكمبيوتر واللغويات الإحصائية ونظرية المعلومات. على مر السنين، أصبح NeurIPS مؤتمرًا رئيسيًا حول التعلم الآلي وعلى الرغم من أن "Neural" في اختصار NeurIPS أصبح شيئًا من بقايا تاريخية للمؤتمر، فإن عودة التعلم العميق  في الشبكات العصبية منذ عام 2012، مدعومة بأجهزة كمبيوتر أسرع وكبيرة البيانات، أدت إلى إنجازات في التعرف على الكلام، والتعرف على الأشياء في الصور، والتعليق على الصور، وترجمة اللغة وأداء بطولة العالم في لعبة Go، استنادًا إلى البنى العصبية المستوحاة من التسلسل الهرمي للمناطق في القشرة البصرية (ConvNet) والتعلم المعزز مستوحى من العقد القاعدية (تعلم الفرق الزمني).
ظهرت مجموعات تقارب ملحوظة من مؤتمر NeurIPS وأظهرت التنوع، بما في ذلك Black in AI (في 2017)، و Queer in AI (في 2016)، وغيرها.

### المحاضرات المسماة
بالإضافة إلى الندوات والمحادثات المدعوة، تنظم NeurIPS أيضًا محاضرتين مسماة لتكريم الباحثين المتميزين. قدم مجلس إدارة NeurIPS برنامج Posner Lectureship على شرف مؤسس NeurIPS إد بوسنر؛ تم إلقاء محاضرتي بوسنر كل عام حتى عام 2015. من بين المحاضرين السابقين:
- 2021 - بيتر بارتليت
- 2018 - جويل بينو
- 2017 - جون بلات
- 2016 - يان ليكون
- 2015 - زوبين قهرماني وفلاديمير فابنيك
- 2014 - مايكل كيرنز وجون هوبفيلد
- 2013 - دافني كولر وبيتر ديان
- 2012 - توماس ديتريتش وتيري سيجنوفسكي
- 2011 - ريتش ساتون وبرنارد شولكوف
- 2010 - جوش تينينباوم ومايكل آي جوردان

في عام 2015، قدم مجلس إدارة NeurIPS محاضرة بريمان لتسليط الضوء على العمل في الإحصائيات ذات الصلة بموضوعات المؤتمر. تم تسمية المحاضرة على اسم الإحصائي ليو بريمان، الذي خدم في مجلس إدارة NeurIPS من 1994 إلى 2005. ومن بين المحاضرين السابقين:
- 2021 - غابور لوغوسي
- 2020 - مارلوس ماثويس
- 2019 - بن يو
- 2018 - ديفيد سبيجهلتر
- 2017 - يي لماذا تيه
- 2016 - سوزان هولمز
- 2015 - روبرت تيبشيراني

## تجربة مؤتمرNeurIPS
في NeurIPS 2014، قام رؤساء البرنامج بتكرار 10 ٪ من جميع الطلبات وإرسالها من خلال مراجعين منفصلين لتقييم العشوائية في عملية المراجعة. فسر العديد من الباحثين النتيجة. فيما يتعلق بما إذا كان القرار في NeurIPS عشوائيًا تمامًا أم لا، كتب جون لاتغفورد: «من الواضح أن القرار العشوائي البحت سيكون تعسفيًا بنسبة ~ 78٪. ومع ذلك، فمن الملاحظ أن 60٪ أقرب بكثير إلى 78٪ من 0٪». ويخلص إلى أن نتيجة عملية المراجعة تعسفية في الغالب.

## الطبعات
الإصدارات السابقة:
- 1987-2000: دنفر، كولورادو، الولايات المتحدة
- 2001-2010: فانكوفر، كولومبيا البريطانية، كندا
- 2011: غرناطة، إسبانيا، الاتحاد الأوروبي
- 2012 و 2013: ستيتلاين، نيفادا، الولايات المتحدة
- 2014 و 2015: مونتريال، كيبيك، كندا
- 2016: برشلونة، إسبانيا، الاتحاد الأوروبي [16]
- 2017: لونج بيتش، كاليفورنيا، الولايات المتحدة [17]
- 2018: مونتريال، كيبيك، كندا [18]
- 2019: فانكوفر، كولومبيا البريطانية، كندا [19]
- 2020: فانكوفر، كولومبيا البريطانية، كندا [19] (مؤتمر افتراضي)
- 2021 : مؤتمر افتراضي بسبب جائحة كورونا

## الروابط الخارجية
- مؤتمر 2019
- إجراءات NeurIPS
- محاضرات فيديو NIPS 2011
- محاضرات فيديو NIPS 2012
- مجلة الفيديو لملخصات تعلم الآلة - المجلد 3